# Portugal Futurista

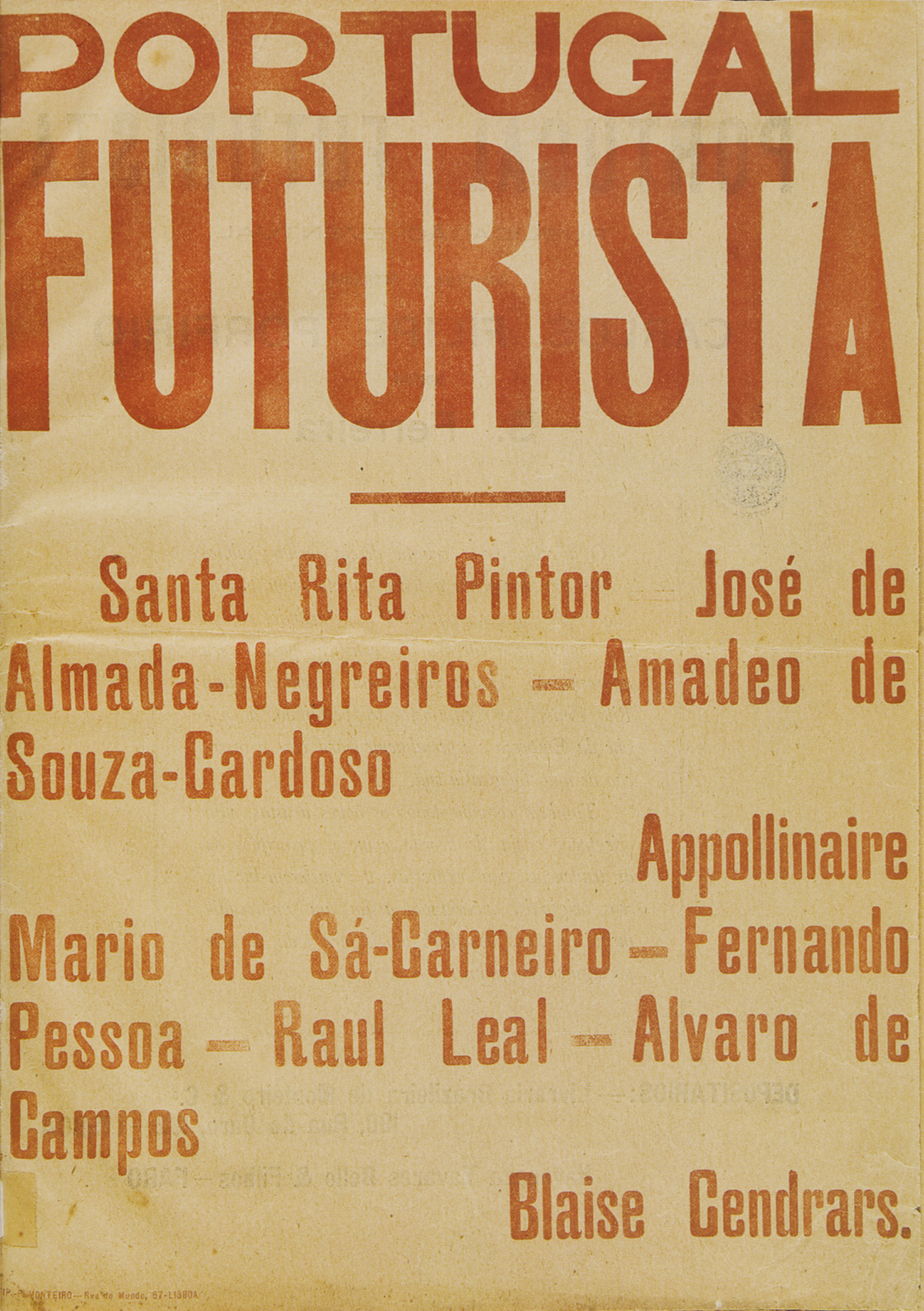
Copertina di Portugal Futurista (1917)

Portugal Futurista (in italiano Portogallo Futurista) è stata una rivista letteraria portoghese, della quale fu pubblicato un unico numero nel novembre 1917.

## Storia
Nel clima culturale e giovanile della prima generazione modernista portoghese, che due anni prima aveva partorito la rivista Orpheu (1915), nacque, sui tavoli dei caffè letterari di Lisbona come il Martinho da Arcada, un'altra pubblicazione periodica destinata a trasformare e influenzare profondamente la letteratura portoghese a partire dal XX secolo.
Si tratta di Portugal Futurista, della quale uscì un solo numero, nel 1917.
La rivista, ideata dal pittore Guilherme de Santa-Rita (noto come Santa-Rita Pintor), ambiva a collocare il Portogallo sulla mappa delle grandi espressioni futuriste europee e internazionali, sull'onda del movimento futurista fondato in Italia da Marinetti nel 1909. Proprio uno dei manifesti futuristi di Marinetti (Il Teatro di Varietà, 1913), tradotto in portoghese col titolo Music-Hall, fu ripubblicato su Portugal Futurista, quale tributo e segno di appartenenza all'avanguardia futurista.
Assieme alla rivista O Heraldo, pubblicata a Faro, Portugal Futurista è la pubblicazione periodica più rappresentativa del Futurismo, e una delle più importanti del Modernismo, in Portogallo.

## Autori
Il più prolifico fra i protagonisti di Portugal Futurista fu Almada Negreiros, che pubblicò sulla rivista ben cinque contributi, tra cui A Engomadeira e Ultimatum futurista ás gerações portuguezas do Seculo XX.
Fernando Pessoa partecipò con alcune poesie ortonime e con Ultimatum dell'eteronimo Álvaro de Campos.
Altri autori e artisti che presero parte alla rivista furono il compositore Ruy Coelho, il filosofo Raul Leal, lo scrittore José Rebelo de Bettencourt - con un saggio sul pittore Santa-Rita Pintor, principale ideatore dell'iniziativa, ma che non figura tra gli autori - e l'artista José Pacheko.
Direttore e fondatore della rivista fu l'artista Carlos Felipe Porfírio, mentre l'editore fu S. Ferreira.
Portugal Futurista ospitò anche brani e traduzioni di altri autori autori stranieri, oltre al menzionato Marinetti, tra i quali, per esempio, Guillaime Apollinaire e Valentine de Saint-Point.